# II. József magyar király
II. József (teljes nevén: József Benedek Ágost János Antal Mihály Ádám, németül: Joseph Benedikt August von Habsburg-Lothringen; Bécs, 1741. március 13. – Bécs, 1790. február 20.) a Habsburg–Lotaringiai-házból származó osztrák főherceg, magyar és cseh királyi herceg, 1764-től német király, 1765-től a Német-római Birodalom császára, majd 1780-tól osztrák uralkodó főherceg, valamint magyar és cseh király. I. Ferenc császár és Mária Terézia királynő negyedik gyermeke; az első uralkodó, aki a Habsburg–Lotaringiai-házból származott. Magyarországon „kalapos király” néven is ismert.

## Neve
Teljes születési neve németül: Joseph Benedikt August Johann Anton Michael Adam, magyar átírás szerint: József Benedek Ágost János Antal Mihály Ádám, míg latinul: Josephus Benedictus Augustus Joannes Antonius Michael Adamus. Uralkodóként a II. József (németül: Joseph II.) megnevezést használta. Uralkodói neve más nyelveken:
- csehül: Josef II.
- horvátul: Josip II.
- lengyelül: Józef II
- olaszul: Giuseppe II

## Útja a trónig
József Benedek Ágost főherceg szüleinek negyedik (a felnőttkort megértek közül a második) gyermeke, első fia volt. Mindjárt élete kezdetén, 1741. szeptember 11-én a nagypolitika részesévé vált: a legenda szerint ui. az osztrák örökösödési háborúban a magyar rendektől segítséget kérő Mária Terézia a kis Józsefet karján vitte Pozsonyba, a rendi országgyűlés elé. A magyarországi nemesek a hagyomány szerint ekkor biztosították támogatásukról a híres „Vitam et sanguinem!” („Életünket és vérünket!”) felkiáltással.
Gyermekkorában makacs, önfejű volt. Tanáraira – többek között Batthyány Károly gróf, Bajtay Antal későbbi erdélyi püspök, Martini bécsi jogászprofesszor – később sem hallgatott, inkább autodidakta módon művelődött. Nagy hatással volt rá a kameralizmus és a felvilágosodás eszmevilága. Az udvari élet, a bálok untatták, inkább magányosan töltötte idejét. Már korán magáévá tette a felvilágosult abszolutizmus, az emberek üdvéért munkálkodó koronás fő eszményét. Vallásos katolikus volt, azonban ez nem akadályozta meg abban, hogy később az egyházat a saját államfelfogása szellemében irányítsa. 1763-ban papírra vetette elképzeléseit Álmodozások (eredeti francia címén Rêveries) címmel, amelyben a reformok alapjául a korlátlan teljhatalmat jelölte meg.
Kibontakozni nagyon sokáig nem volt lehetősége. 1764-ben német királlyá, a következő évben, apja halála után pedig német-római császárrá koronázták, e két cím azonban üres, névleges tisztségeket takart. 1765-ben egyúttal anyja társuralkodója lett a Habsburg Birodalom élén, ám erős akaratú anyja nem hagyta beleavatkozni a saját politikájába. Kisebb eredményként könyvelhette csak el, hogy 1766-ban az ő javaslatára a közönség számára is megnyitották a császári kerteket, parkokat (Augarten, Práter). Idejét így azzal töltötte, hogy Európát (Franciaországot, Itáliát és a Német-Római Birodalmat) inkognitóban, Falkenstein gróf néven utazta be, a Habsburg Birodalomban pedig az ilyenkor szokásos ceremónia mellőzésével, de császárként tett ún. szemleutakat. (Magyarországon 1768-ban és 1773-ban járt.) Példaképével, II. (Nagy) Frigyessel két alkalommal is találkozott (1769 – Neisse; 1770 – Neustadt). Támogatta Lengyelország felosztását.
Amint tehette, takarékossági intézkedéseket vezetett be, legelőször is a hivatalnoki kar működési költségeit kívánta mérsékelni. A következő rendelkezése az udvari kiadások csökkentését célozta meg. Addig az volt a szokás, hogy külön teljes udvartartása volt a királynőnek, a trónörökösnek és minden testvérnek, továbbá az udvaroncok hatalmas tömegét is külön cselédhad szolgálta ki. Alapos megfontolás után kijelentette: teljesen fölösleges annyi külön konyha és ekkora személyzet. Attól kezdve az egész uralkodói család és az egész udvartartás egy közös konyháról étkezett, a szolgák felétől pedig megvált. A Hofburg régi testőrségét is elbocsátotta, és újat – kisebb létszámút, de erősebbet – szervezett helyette.
A korszellemtől és a felvilágosult abszolutizmustól nem volt idegen az a hatalmas lendület, amellyel elkezdte politikai pályáját. Tíz év egyeduralmat szeretett volna kapni, ami elegendő lett volna birodalma átformálásához. A monarchia egységesítéséről, az igazgatás korszerűsítéséről, a kiváltságosok engedelmességre szorításáról, az alsóbb rétegek nagyobb megbecsüléséről szólt rövid fogalmazványában: „Megalázni és elszegényíteni a nagyokat, ez a tervem. Mindenki az államot tartozik szolgálni, amelynek megszemélyesítője az uralkodó.” Ahogy a célokban határozott, az eszközökben sem válogatós. Éppen Magyarországgal kapcsolatosan írja le: „Minden bizonnyal ellene vagyok az erőszaknak és vérontásnak, de bizonyos dolgokat el kell határozni, kerül amibe kerül.”

## Házasságai
Első felesége Bourbon Izabella parmai hercegnő (1741–1763) volt, azonban ő 1763-ban elhunyt fekete himlőben. Ebből a házasságból két leánya született, Mária Terézia Erzsébet főhercegnő (1762–1770) és Mária Krisztina, aki egy órát sem élt, 1763. november 22-én meghalt, édesanyja egy héttel később szintén elhunyt.
Második felesége Mária Jozefa bajor hercegnő volt (1739–1767), akit 1765-ben vett feleségül, vele viszont sohasem alakított ki bensőséges házastársi viszonyt. Miután második asszonyát is elvitte a himlő (1767), majd egyetlen élő gyermeke, Mária Terézia Erzsébet is meghalt (1770-ben), II. József többé nem nősült meg. Gyengéd érzelmek a későbbiekben talán csak Eleonora von Liechtensteinhez fűzték, de ez a kapcsolat hivatalosan sohasem realizálódott.

## Uralkodása

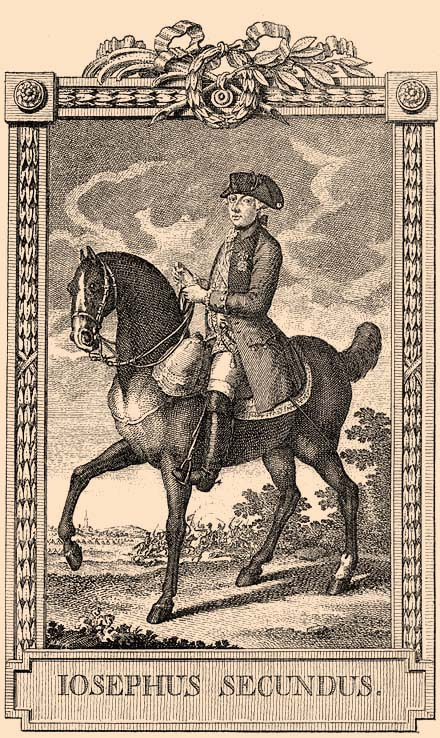
II. József, a „kalapos király”

József 1780. november 29-én lépett trónra, azonban saját elhatározásából lemondott a koronázásról és az ezzel járó eskütételről. (Emiatt nevezte el Ányos Pál „kalapos királynak”, ez a ragadványnév széles körben elterjedt.) Ezáltal József mentesült mindazon kötöttségektől, amelyek elődei és a rendek egyezségeiből származtak: nem kellett garantálnia a rendi szervezetek, jogok megmaradását. Ez elengedhetetlen volt ahhoz, hogy saját elképzelései szerint átalakíthassa az államberendezkedést. Édesanyjához hasonlóan rendeletekkel kormányzott, országgyűlést egyszer sem hívott össze. Mivel azonban hatalmas iramban ontotta a saját maga alkotta rendeleteket – 10 év alatt 6000-et, naponta átlagosan kettőt – az államapparátus már csak a mennyiség miatt sem tudta őket végrehajtani. Sok intézkedése valóban észszerű és hasznos volt, de sértette a hagyományokat (például a koporsós temetés tiltása gazdasági okokból), vagy egyszerűen végrehajthatatlan volt (például a női divat korlátozása).

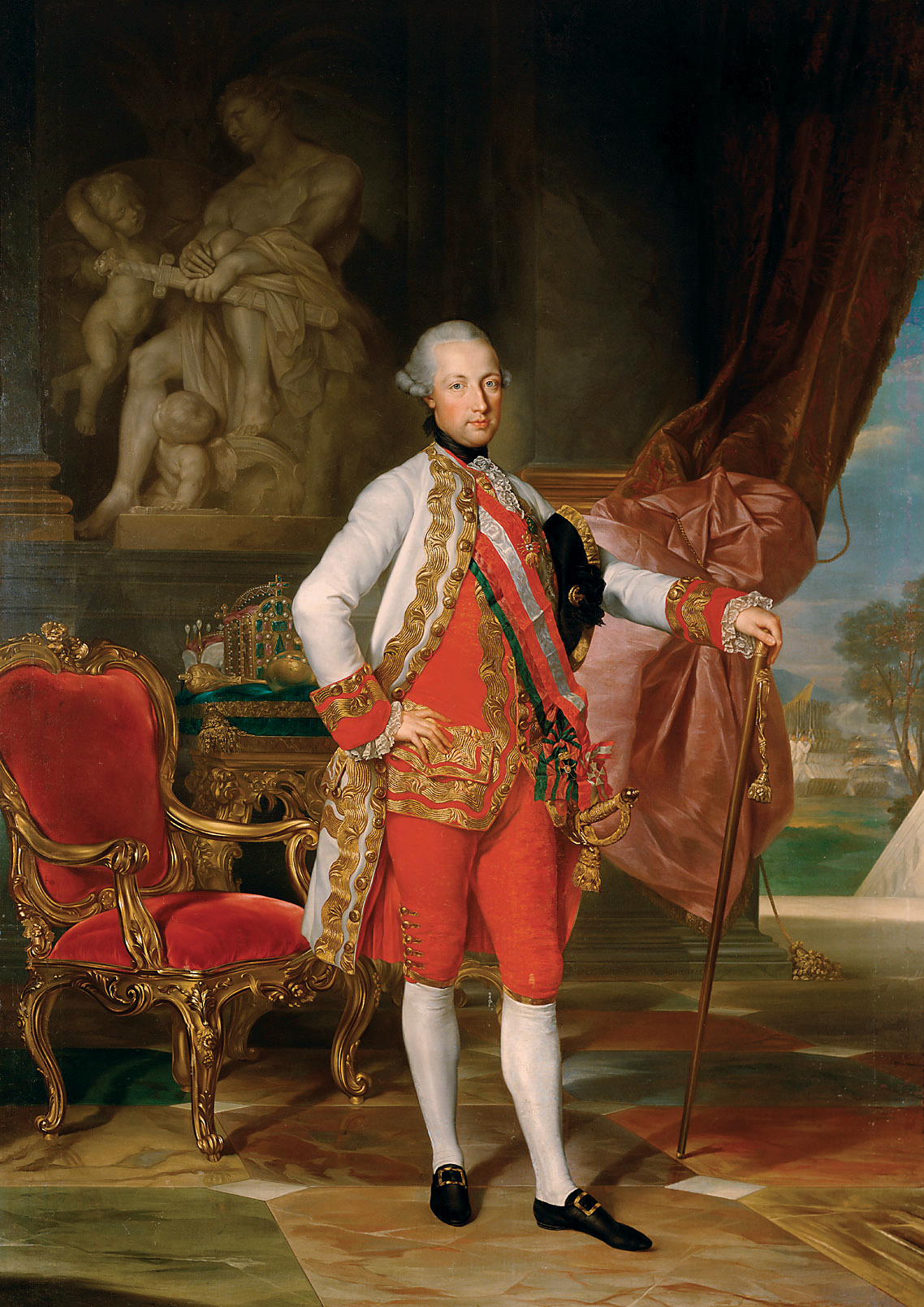
II. József a Császári-Királyi Hadsereg (Kaiserlich-Königliche Armee) tábornagyi egyenruhájában

### Egyházpolitika, vallásügyek

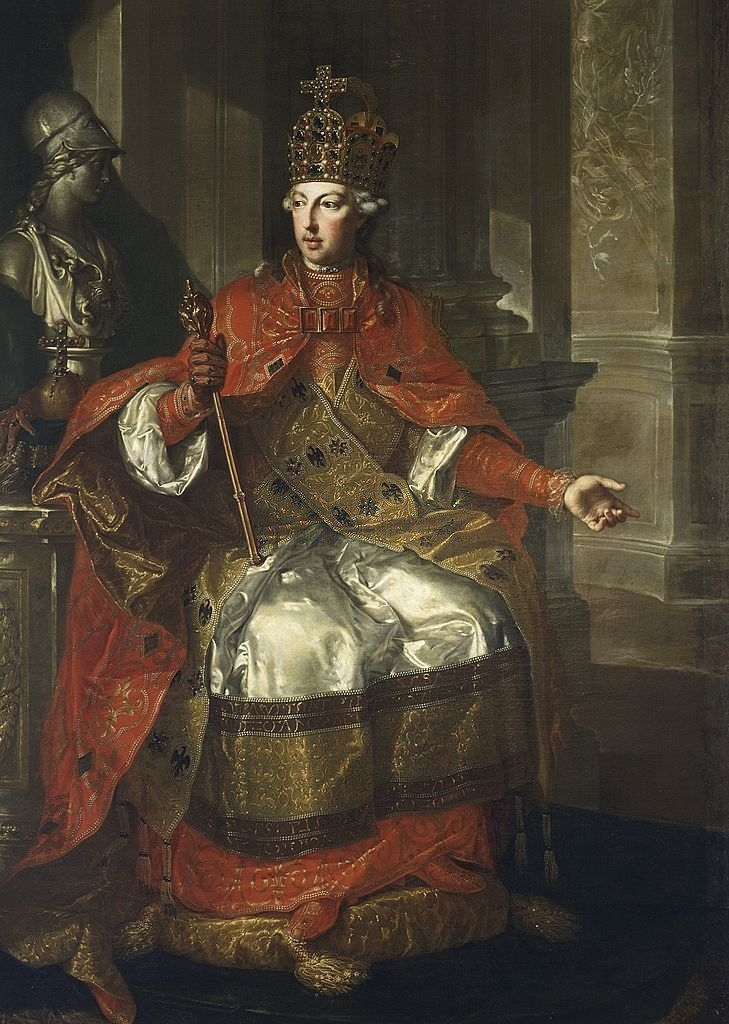
II. József német-római császári öltözetben Hickel festményén

II. József egyik első, legfontosabb intézkedése a türelmi rendelet meghozatala volt 1781-ben, amely az unitáriusok, reformátusok, evangélikusok és ortodoxok számára szabadabb vallásgyakorlást engedélyezett az addiginál. Ahol minimum 100, nem katolikus család élt, ott azok saját költségükön fenntarthatták helyi gyülekezeteiket, sőt – torony és harang nélkül, nem közútról nyíló bejárattal – templomokat is építhettek. A fent említett felekezetek hívei semmiféle megkülönböztetést nem szenvedtek ezentúl a hivatali pályán. Az intézkedéseket a tolerancia eszménye és a birodalom egységesítésének vágya ihlette. Ugyanebben az évben a kb. 83 000 magyarországi zsidó helyzetét is rendezték. Német vezetéknevet kellett felvenniük, vagy vásárolniuk, mivel az addig használt hagyományos családnevük alapján nyilvántartásuk igen nehézkes volt.
A cenzúrát kivette az egyház kezéből és egy civil intézményre bízta, amely Bécsben székelt, s bár vezetése meglehetősen felvilágosult volt, így sem engedték be külföldről a „felforgató” irodalmat, viszont az egyházi szempontokat, az azt sértő tartalmat nem vették figyelembe, vagy nem olyan mértékben, mint maga a római katolikus egyház.
Még a türelmi rendelet évében a Rómának küldött egyházi jövedelmeket zárolta, és bevezette a pápai bullák kihirdetésük előtt történő udvari ellenőrzését. II. József állammodelljében ugyanis az egyház pusztán az uralkodó egyik eszköze volt, így a róla elnevezett jozefinista politika jegyében igyekezett megvalósítani az államegyházat. Meggyőződése volt, hogy az egyházi vagyonnal szabadon gazdálkodhat, ha finanszírozza annak közfeladatait (oktatás, egészségügy), és biztosítja a valóban a nép körében forgó alsópapság megélhetését. Ezek számát és javadalmait még növelte is. 1782. január 12-én kiadott szekularizációs rendeletével több, tanítással, gyógyítással vagy tudománnyal nem foglalkozó szerzetesrendet és mintegy 140 kolostort (1484 szerzetessel és 190 apácával) feloszlatott. Megszűnt a kamalduli, kapucinus, karmelita, karthauzi, klarissza, bencés, ciszterci, domonkos, ferences, pálos és premontrei rend, vagyonukat a Vallásalapba olvasztotta. Beavatkozott a vallási ünnepek, a szentmise és a papnevelés rendjébe is. A nyilvánosság előtt azt hirdette, hogy a papoknak az egyszerű emberek részére hasznos ismereteket – például a földművelés új módszereit – is közvetíteniük kell.
Mindez kiváltotta a pápai állam rosszallását: VI. Piusz pápa 1782-ben maga utazott Bécsbe („fordított Canossa-járás”), de József nem változtatott politikáján. (Sőt, az anekdota szerint még csak kezet sem csókolt az egyházfőnek, hanem kézfogással üdvözölte.) 1783-ban a papnevelést is állami feladattá tette, és ugyanebben az évben tett római látogatása során sem sikerült meggyőzni intézkedései visszavonásáról.
1786. február 7-én Magyarországon és az örökös tartományokban kihirdette a magyar pálos rend eltörlését és birtokainak elkobzását.

### Jobbágypolitika, nemzetiségek

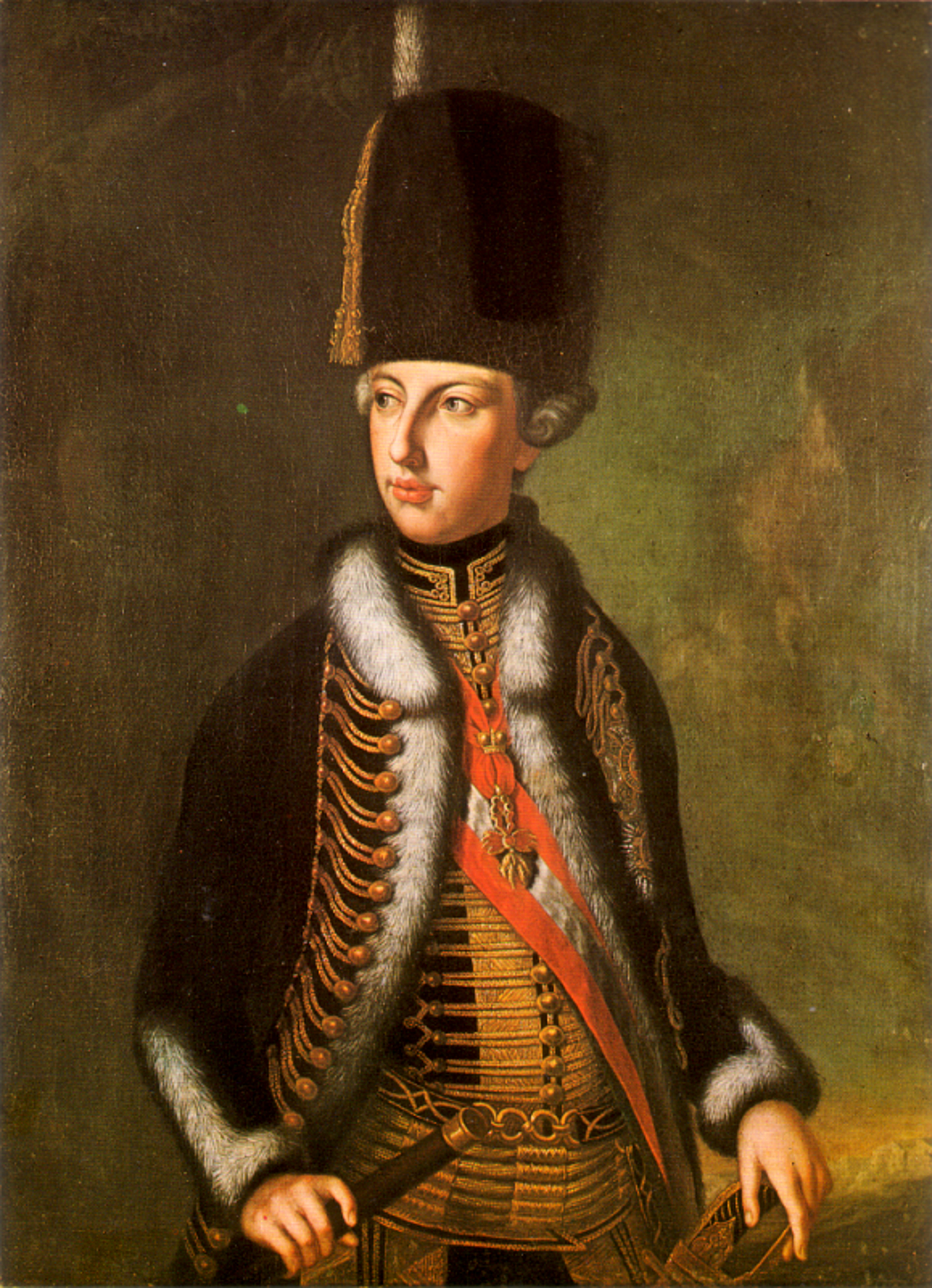
II. József

A 18. században több kisebb paraszti megmozdulásra került sor, amelyeket a bécsi udvar csendben támogatott, ösztönzött, hogy sakkban tartsa a nemességet. Amikor az Erdélyi-érchegység román parasztjai zúgolódni kezdtek a királyi uradalmakban hirtelen megemelkedő terheik ellen, Bécsbe jutó vezetőik – Horea, Cloşca és Crişan – ismét meleg fogadtatásban részesültek. (II. József, hogy az alattvalókkal érintkezhessen, külön épületrészt jelölt ki erre a célra, az ún. Controlor-folyosót.) Ők ezen felbuzdulva 1784-ben szervezkedni kezdtek, és hamarosan rabolni, pusztítani kezdtek. Célpontjaik a magyar nemesi kúriák és a nem ortodox települések voltak. A helyi katonai parancsnok sokáig nem mert ellencsapást indítani, félve II. Józseftől, így a helyi nemesség maga ragadott fegyvert. Végül az Erdélyben állomásozó katonaság 1785-ben leverte a románok lázadását, de az uralkodó megakadályozta a véres megtorlást: mindössze a három főkolompost végezték ki.
A román parasztfelkelés nagy szerepet játszott az 1785-ös jobbágyrendelet kiadásában. Ez egyfelől eltörölte a jobbágy elnevezést és a röghöz kötést, másfelől megerősítette a parasztok telekhez való jogát, valamint vagyonuk szabad örökítésének jogát. Mindez nem vezetett jelentős gazdasági változáshoz, ugyanis a nagy betelepítések végeztével a földbőség ekkorra már megszűnt, de a jobbágyság jogbiztonsága megnőtt. 1786-ban a jobbágyok botozását is megtiltotta az uralkodó. Az 1787-ben kiadott, a Habsburg örökös tartományokban hatályos új büntetőtörvénye (Josephinisches Strafgesetz) a rendes büntetőeljárásokban megtiltotta a halálbüntetés kiszabását, ezt csak a statáriális eljárásokban (Standrecht) engedélyezte. A korábban halálos ítélettel sújtott elítélteket hosszú és súlyos kényszermunkára (pl. gályarabságra) vitték, ahol a halálozási arány elrettentően magas volt. 1787-től kezdve állami ügyvédeket rendeltek ki a parasztok védelmére peres ügyeikben.
Egy 1789. február 10-én kiadott pátens értelmében az év (majd elhalasztva a következő év) novemberétől kezdve, fiziokrata elképzeléseknek megfelelően, egységes adót tervezett bevezetni minden föld után parasztnak és nemesnek egyaránt. A magyar arisztokrácia körében a terv felháborodást szült.
II. József idején zajlott az ún. Dritte Große Schwabenzug, a harmadik – utolsó – nagy svábtelepítési hullám, elsősorban a Bánátba. Ekkor mintegy 30 000 svábot telepítettek le Magyarországon, jelentős állami támogatást biztosítva nekik.

### Államszervezet

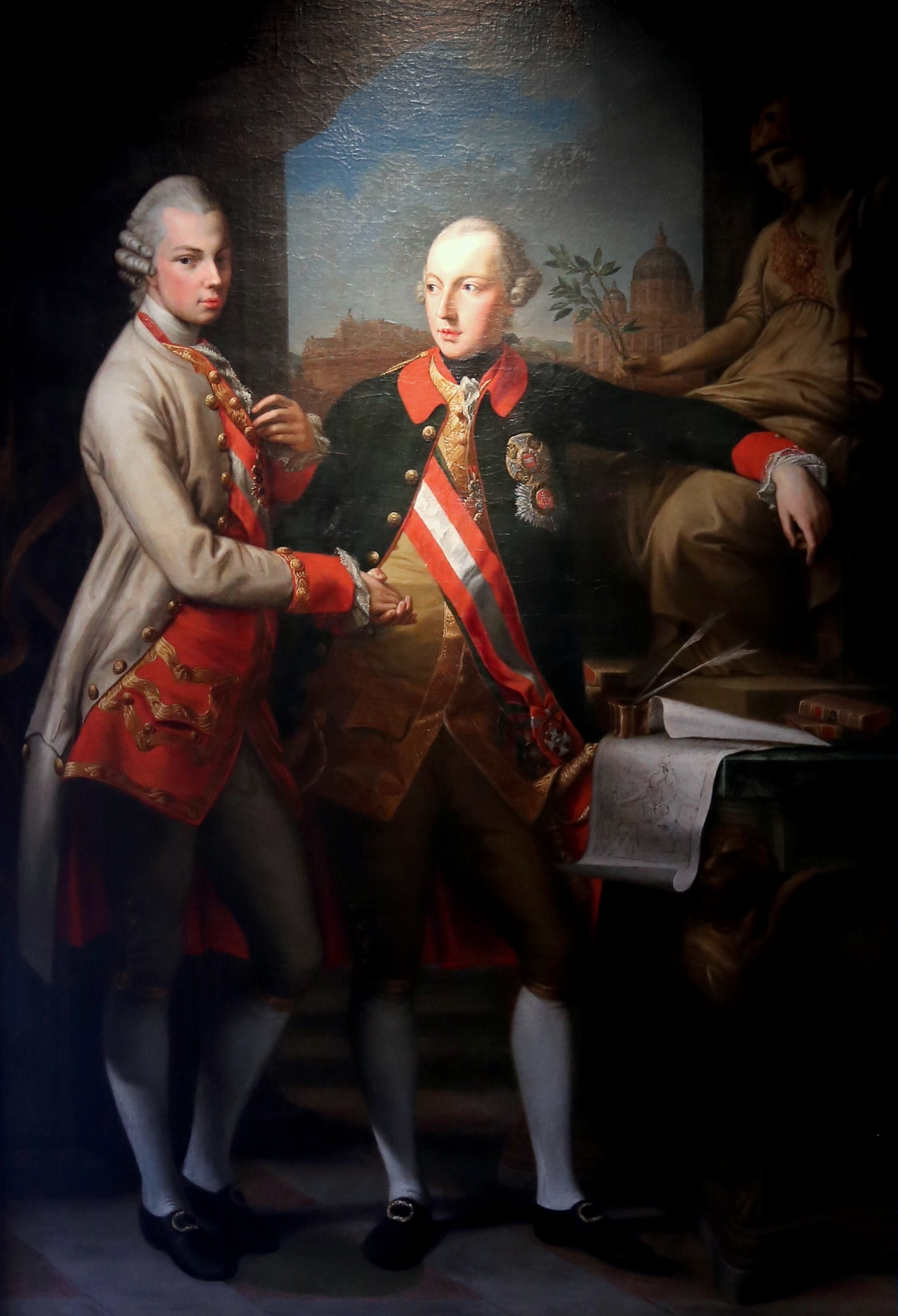
II. József és öccse Lipót, Toszkána hercege, 1769

II. József igyekezett központosítani, racionalizálni az államszervezetet. 1782-ben egyesítette a Helytartótanácsot és a Magyar Kamarát, valamint a Magyar és Erdélyi Kancelláriát. A Helytartótanács ügyintézésének gyorsabbá, egyszerűbbé és pontosabbá tétele érdekében 29 ügyosztály szervezését rendelte el, amelyek egészen 1848-ig működtek. 1783-ban, amikor II. József beutazta Magyarországot, Erdélyt és Horvátországot, a Helytartótanács az uralkodó rendelkezése értelmében Budára tette át székhelyét. Ugyanekkor a budai egyetem is Pestre költözött.
1784. május 6-án megjelent nyelvrendelete is a birodalom egységesítését szolgálta. „Hivatalra ezután sem a kormányszékeknél, sem a vármegyéknél, sem az egyházi rendbe senki nem juthat, aki németül nem tud... Az országgyűlés nyelve is német leszen, s azért követül oda nem küldhető, aki németül nem tud...latin iskolába csak azokat szabad felvenni, kik németül irnak s olvasni tudnak...” A hivatalos nyelvnek a németet tette meg. Ez óriási felháborodást váltott ki a magyar nemesség körében. József azonban elszánta magát akarata keresztülvitelére: a reformsorozat nyitányaként a Szent Koronát átszállíttatta Bécsbe. Ezután támadást indított a vármegyerendszer ellen, amely a rendelkezések végrehajtásáért felelt, épp ezért minden uralkodói törekvést megcsáklyázhatott.
Az ellenállást fokozta, amikor a tradicionális politikai berendezkedést felrúgva Erdélyben az addigi közigazgatás helyett 10 új megyét alakított ki. 1785-ben a reformot Magyarországon is végrehajtotta, ahol a rendiség védbástyáit jelentő vármegyék élére az addig választott alispánokat immár a kormányzat nevezte ki, és felettes szervükül 10 kerületet hozott létre (Nyitra, Besztercebánya, Kassa, Munkács, Nagyvárad, Temesvár, Pest, Győr, Pécs és Zágráb székhellyel), élükön királyi biztosokkal. A főispáni tisztséget megszüntette, ezután a biztosok irányították a megyei alispánokat, akiket ettől fogva nem választottak, hanem kineveztek. A meghatalmazott helytartók a közigazgatást, a kamarai igazgatást és az igazságszolgáltatást is felölelő, széles hatáskörrel rendelkeztek. Egyik legfontosabb feladatuk volt, hogy kerületüket rendszeresen beutazva, a helyi állapotokról részletes és pontos információkat küldjenek a központi birodalmi kormányzat számára, Bécsbe.
Ugyanekkor a bíróságokat is átszervezték. 1786-ban eltörölték a halálbüntetést, és Erdélyben is átálltak a kerületi rendszerre: itt három új egységet szerveztek.
A hagyományos közigazgatás lerombolása hatalmas felháborodást, zúgolódást váltott ki a magyar nemesség körében, amit csak súlyosbítottak a kudarcokat hozó, megterhelő harcok az Oszmán Birodalom ellen. A nemesség körében divatossá vált a nemzeti nyelv és viselet, valamint a királyi intézkedések elleni fellépés: az első népszámlálást például 1784–1788 között szabályszerűen bojkottálták, a biztosokat inzultálták, a dokumentumokat megsemmisítették, félve az adózás rájuk való kiterjesztésétől. 1788-ban a rendek tiltakoztak a sorozás és a háborús rendelkezések ellen, míg 1790-re odáig fajult a helyzet, hogy Poroszországgal kerestek szövetséget saját királyuk ellen. József halálának közeledtével visszavonta az államszervezetet érintő rendeleteket.

### Külpolitika
II. József uralkodása utolsó éveiben, hogy a belső ellenállást tompítsa, a külpolitika terén próbált meg babérokat szerezni. 1787-ben szövetkezett II. Katalin orosz cárnővel, és még ebben az évben kitört az új orosz–török háború. A Habsburg Birodalom hadai az agg Hadik András vezetésével 1788-ban csatlakoztak a hadműveletekhez az Orosz Birodalom oldalán, ám Szabács bevétele után Lugosnál megfutamodtak az Oszmán Birodalom seregei elől. Ráadásul az uralkodó megbetegedett a fronton, és hazautazott Bécsbe. 1789-ben – a beteg Hadik helyett Ernst Gideon von Laudon tábornagy vezetésével – már az oroszokkal egyesülve a császári-királyi sereg győzelmet tudott aratni Havasalföldön, és Belgrádot is bevette. A háború azonban elhúzódott, és súlyos terheket rótt a magyarságra, a nemesek pedig már-már a felkelés határára jutottak.

## Halála és emlékezete

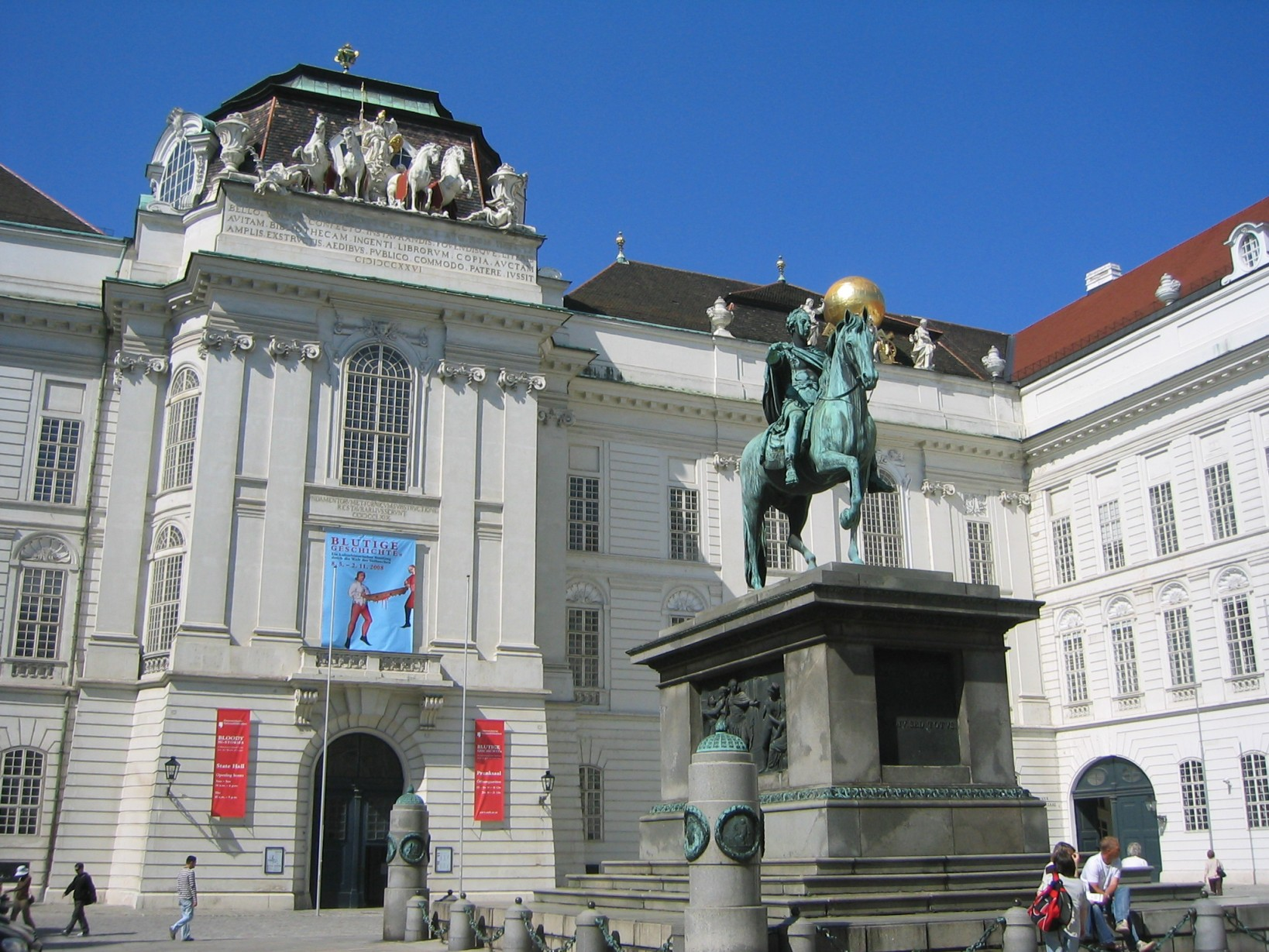
II. József híres lovasszobra a Josefsplatz-on, a Hofburg előtt. Az emlékmű latin felirata: „Josepho secundo, qui Saluti Publicae vixit, non diu, sed totus.“ (II, József, aki a közjónak élt, nem sokáig, de teljesen.)

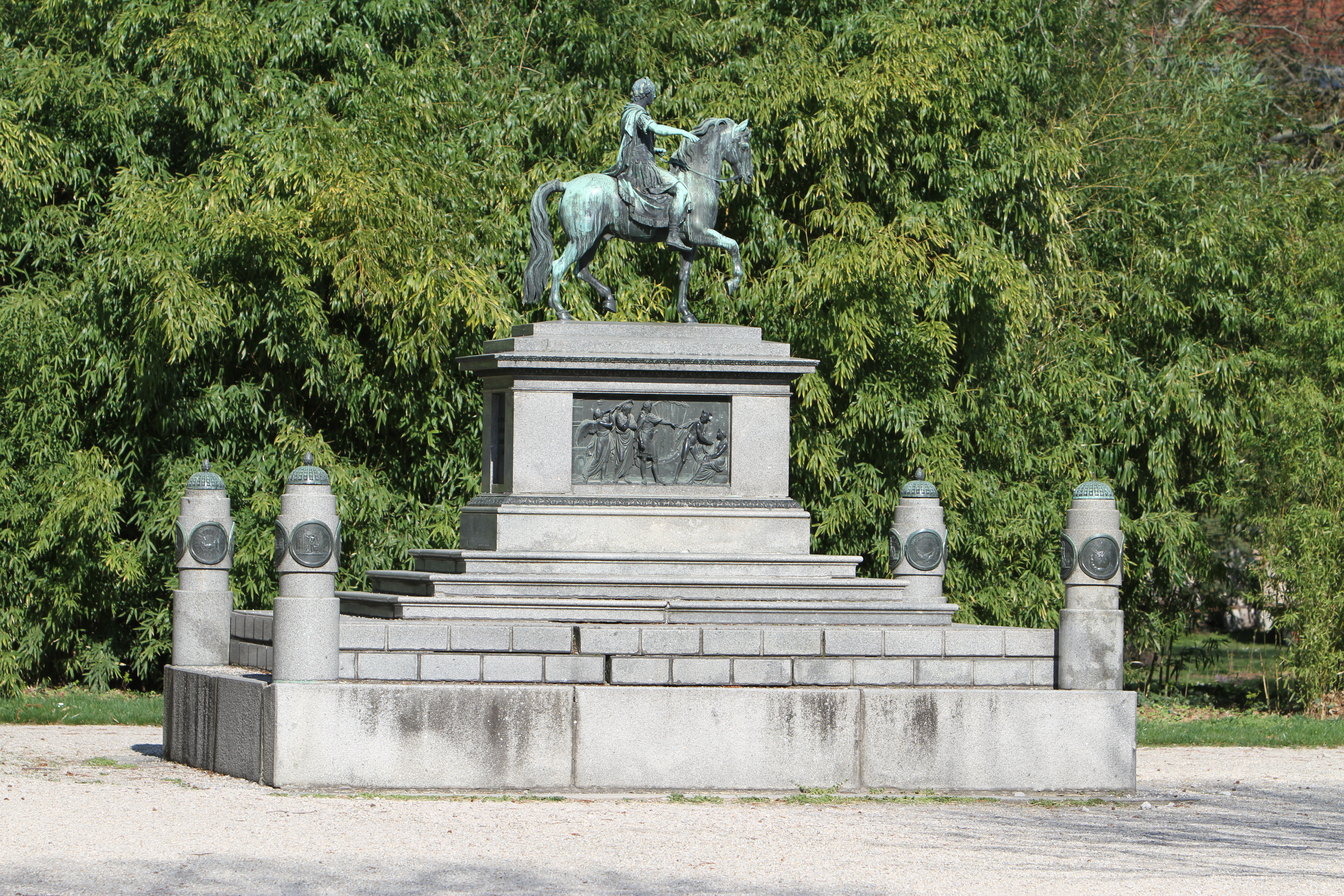
II. József lovasszobra Schönbrunnban

II. József császár és király gümőkór okozta halála előtt minden, Magyarországot érintő rendeletét visszavonta három kivételével: a türelmi rendelet, a jobbágyrendelet és az alsópapságot támogató rendelet érvényben maradt továbbra is. „Szívemből kívánom, hogy Magyarország az intézkedések által annyit nyerjen boldogságban és jó rendben, mennyit rendeleteim által akartam neki megszerezni”. 1790. február 20-án elhunyt a jó szándékú, tehetséges uralkodó, aki azonban nem volt reálpolitikus. Sok intézkedése a későbbi polgári átalakulást, modernizációt vetítette előre, azonban a hagyományok és az ősi államberendezkedés figyelmen kívül hagyásával, félresöprésével maga ellen hangolta a társadalom sok csoportját. A valláspolitikája a katolikus klérust, a nyelvrendelet szélesebb rétegeket, a közigazgatási reformok pedig az egész politikai elitet szembeállították vele. A konszolidáció mind kül-, mind belpolitikai téren öccsére, a trónt öröklő II. Lipót császárra hárult, aki sikerre vitte a feladatot rövidre szabott uralkodása alatt.
Természetesen hívei is akadtak. Ausztriában például rendkívüli népszerűségnek örvendett, de néhány jozefinista Magyarországon is akadt, főleg a kezdeti időszakban. A főnemesi rétegből egyebek mellett Széchényi Ferenc, Batthyány Nepomuk János és Teleki Sámuel, Fekete György és Niczky Kristóf, a köznemesek közül Kazinczy Ferenc, Ürményi József és Végh Péter, a nem nemesi származású értelmiségiek közül pedig később a magyar jakobinusok szervezkedésében is részt vállaló Hajnóczy József és Izdenczy József, az Államtanács első magyar származású tagja (1785-től) emelhető ki.
A későbbiekben II. Józseffel sokat példálóztak. Elrettentő példa volt a nemzeti különállás, a rendi jogok és kiváltságok védelmezői számára, míg a modernizáció hívei iránymutatónak tekintették. Szobrának felirata az ő legigazabb jellemzése: „A közjónak élt, nem sokáig, de teljesen.”

## Szépirodalom, játékfilm
II. József személye az idők folyamán több szépirodalmi művet ihletett:
- Földi János: II. Józsefről (vers);
- Szentjóbi Szabó László: II. József halálára (vers);
- Szomory Dezső: II. József császár (dráma, 1918);
- Németh László: II. József (dráma, 1954).
- Egy éjszaka Erdélyben c. játékfilm, készült 1941-ben, rendező Bán Frigyes, főszereplők: Páger Antal (II. József), Szeleczky Zita (Alvinczy Krisztina), Lázár Mária (Mária Terézia). A romantikus történet alapja II. József 1773-as erdélyi szemleútja.[4]
- Jókai Mór: Rab Ráby (regény), Pozsony, 1879, ennek későbbi kiadásai, és a belőle készült játékfilmek, színdarabok
- Rab Ráby c. tévéfilm 1964/65., rendező: Hintsch György, főszereplők: Páger Antal (II. József), Kálmán György (Ráby Mátyás), Balázs Samu (Niczky Kristóf gróf). (A jozefinista császári tisztviselő konfrontációja a nemzeti különállást képviselő magyar vármegyei közigazgatással).[5]
- II. József császár (tévéfilm, 1982) Szomory Dezső drámája alapján, rendező Málnay Levente, főszereplők: Avar István (II. József), Sulyok Mária, Bordán Irén, Benkő Gyula, Kautzky József
- Nyirő József: A sibói bölény (regény, I–II., Kolozsvár, 1926–1929) (mellékszereplő)